# Nicolaas Rockox
Nicolaas Rockox (1560-1640), fue alcalde de Amberes. Fue un amigo personal cercano e importante mecenas de Peter Paul Rubens. Su residencia en Amberes es ahora un museo conocido como la Casa Rockox. Fue nombrado caballero por el archiduque Alberto e Isabel, el gobernador general de los Países Bajos del Sur. 

## Familia
Nicolaas Rockox era el hijo mayor de Adriaan II e Isabella van Olmen. Sus padres eran descendientes de familias prominentes. Rockox era sobrino de Juan III van de Werve, señor de Hovorst y primo hermano de Lancelot II de Ursel, alcalde de Amberes. Después de que su padre muriera cuando Nicolaas tenía solo 10 años, su madre y otros miembros de la familia se aseguraron de que él y sus dos hermanos menores recibieran una educación avanzada. Después de la escuela en Amberes, estudió en las universidades de Lovaina y París . Terminó sus estudios en la Universidad de Douai donde se licenció en derecho el 24 de agosto de 1584.
En 1589, en la catedral de Amberes, se casó con Adriana Pérez (1568-1619), hija del rico comerciante español Luis Pérez (1532-1601) y María van Berchem. Murió sin hijos en la Casa Rockox.

## Carrera profesional
Rockox se convirtió en miembro de la milicia cívica de Amberes y defendió la ciudad al servicio de Felipe de Marnix, señor de Saint-Aldegonde cuando Alejandro Farnesio, duque de Parma, atacó Amberes en 1584. Rockox estudió las fortificaciones de Jean Errard, Bar-le-Duc e hizo reparar y mejorar los muros exteriores de Amberes.

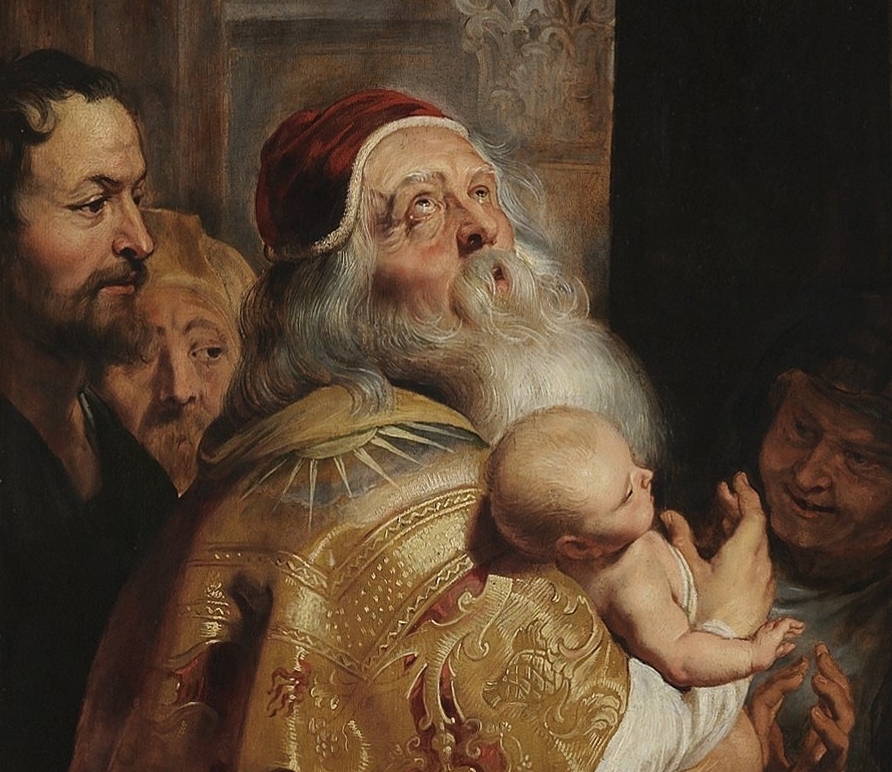
Rockox está representado en el panel de la derecha del tríptico de Rubens Descent

En 1590, fue nombrado caballero por los archiduques Alberto e Isabel. Fue incluido en la lista de honores cuando tuvo lugar su Entrada Alegre.
En 1603, Rockox compró la casa llamada Gulden Rinck y la convirtió en su residencia principal, ahora conocida como Rockox House . Albergaba una importante colección de arte y de curiosidades, famosa en su época. Su colección incluía un Sansón y Dalila pintados para él por su amigo Rubens . Después de 1608 la amistad entre ellos fue muy estrecha. Rockox le encargó varias pinturas, incluida La incredulidad de Santo Tomás. Otros amigos de Rockox incluyen a Abraham Ortelius, quien le enseñó el arte de la numismática, y el joven Anthony van Dyck, quien pintó varios retratos para él.
Rockox fue alcalde de Amberes durante varios mandatos. Murió en la casa de Rockox y fue enterrado en la iglesia del convento recoleto, donde había hecho construir una capilla privada para su difunta esposa en 1619. Al no tener hijos, sus bienes fueron entregados a los pobres, en devoción. Durante su vida, Rockox gastó una parte importante de su fortuna privada en beneficio de los pobres. Mandó preparar una reserva pública de grano para los pobres en caso de guerra o asedio. Para ello pagó 45.300 florines de su fortuna privada. Tras su muerte, su famosa colección de obras de arte se extendió a otras colecciones de todo el mundo.

## Mecenazgo
Rockox encargó múltiples pinturas a Peter Paul Rubens . Algunas de estos encargos fueron para el público, mientras que otros fueron para su residencia privada. Entre los que encargó para el público se incluyen Adoración de los magos para el ayuntamiento de Amberes, Descendimiento de la cruz para el altar del gremio de arcabuceros de la ciudad y Tomás el incrédulo para la capilla de Rockox. Entre los encargos privados de Rockox a Rubens se encuentra Sansón y Dalila . En el momento de su muerte, Rockox tenía 87 obras en su colección personal. Otros artistas representados en esta colección son Anthony van Dyck, Frans Snyders, Jan van Eyck y Pieter Bruegel . Después de su muerte, su colección de arte se vendió públicamente.